# Bolboceras dorsuale
Bolboceras dorsuale is een keversoort uit de familie mesttorren (Geotrupidae). De wetenschappelijke naam van de soort werd in 1857 gepubliceerd door Carl Henrik Boheman.